# اکسپسی

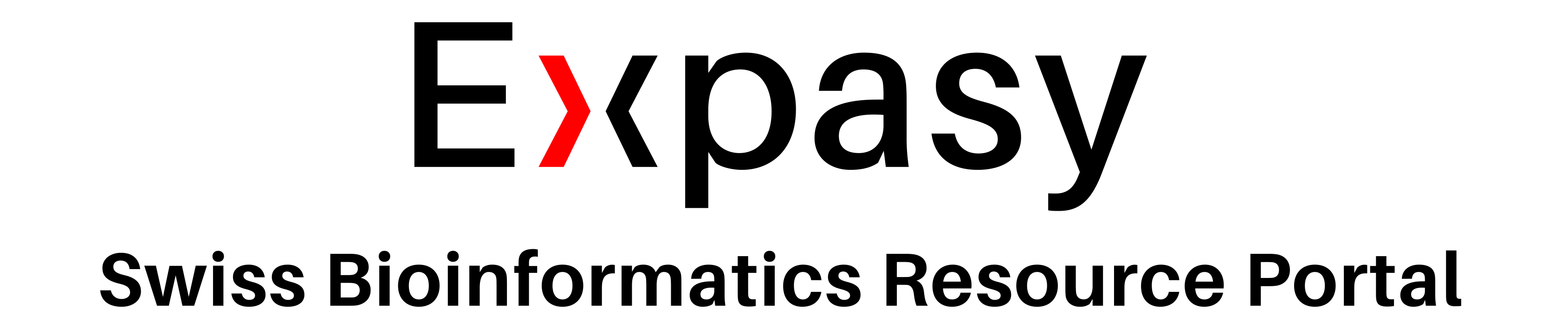
لوگوی اِکسپَـسی در سال ۲۰۲۰

اِکسپَـسی (انگلیسی: Expasy) یک منبع بیوانفورماتیک برخط (آنلاین) است که توسط «مؤسسهٔ بیوانفورماتیک سوئیس» گردانده می‌شود و در اوت ۱۹۹۳ میلادی برپا شد. واژه اِکسپَـسی، مخفف عبارتِ انگلیسی «Expert Protein Analysis System» است که به‌معنای «سامانه تخصصی تحلیل پروتئین» است. 
این پایگاه اینترنتی یک درگاه بسط‌پذیر و تلفیقی است که دسترسی به بیش از ۱۶۰ پایگاه داده و ابزارهای نرم‌افزاری را مهیا کرده و حوزه‌های پژوهشی گوناگونی از علوم زیستی و بالینی را از ژنومیک، پروتئومیک و زیست‌شناسی ساختاری گرفته تا فرایند تکامل، فیلوژنتیک، زیست‌شناسی دستگاه‌ها و شیمی دارویی را پوشش می‌دهد. منابع ارائه شده (پایگاه داده، ابزارهای نرم‌افزاری اینترنتی یا قابل دانلود) غیر متمرکز است و توسط مؤسسهٔ بیوانفورماتیک سوئیس و شرکای علمی دیگر ارائه می‌شود.
این وبگاه، یکی از نخستین وبگاه‌های در زمینهٔ علوم زیستی و یکی از ۱۵۰ وبسایت اولیهٔ ایجاد شده در جهان بود. تا تاریخ ۵ آوریل ۲۰۰۷، بیش از ۱ میلیارد مورد مشاوره و مراجعه به سایت انجام گرفته بود.